# Reprezentacja Belgii na Mistrzostwach Europy w Wioślarstwie 2009
Reprezentacja Belgii na Mistrzostwach Europy w Wioślarstwie 2009 liczyła 4 sportowców. Najlepszym wynikiem było 5. miejsce w czwórce podwójnej mężczyzn.

## Medale

### Złote medale
Brak

### Srebrne medale
Brak

### Brązowe medale
Brak

## Wyniki

### Konkurencje mężczyzn
- czwórka podwójna (M4x): Hannes De Reu, Christophe Raes, Bart Poelvoorde, Tim Maeyens – 5. miejsce